# Pygmodeon mutabile
Pygmodeon mutabile là một loài bọ cánh cứng trong họ Cerambycidae.